# Mangosuthu Buthelezi
Mangosuthu Gatsha Buthelezi, klanovým jménem Shenge (27. srpna 1928 Mahlabathini – 9. září 2023) byl jihoafrický politik z etnika Zulů. Pochází z rodu náčelníků klanu Buthelezi a je bratrancem zulského krále Goodwilla Zwelithiniho. Vystudoval Adams College, působil jako odborný poradce a herec v historickém filmu Cy Endfielda Zulu (1964). Od roku 1950 byl členem mládežnické organizace Afrického národního kongresu (ANC), v roce 1975 založil Stranu svobody Inkatha, která byla zpočátku spojencem Afrického národního kongresu, postupně však mezi oběma seskupeními vznikla silná rivalita daná rozdíly etnickými (ANC podporovali převážně Xhosové a Inkathu převážně Zulové) i programovými (Inkatha zastávala pravicovější názory než ANC a byla také ochotnější ke kompromisům s vládou bělošské menšiny), která občas přerůstala i v násilné konflikty. V letech 1974–1994 byl Buthelezi premiérem bantustanu KwaZulu, ve vládě národní jednoty po prvních multirasových volbách v roce 1994 zastával úřad jihoafrického ministra vnitra, z něhož odstoupil v roce 2004, když se mu nepodařilo prosadit zpřísnění imigračních zákonů. Zůstal předsedou čtvrté největší jihoafrické strany Inkatha a poslancem jihoafrického národního shromáždění, v roce 2017 oznámil, že se chystá odejít na odpočinek. Obdržel čestný doktorát Bostonské univerzity a francouzský řád za zásluhy.
V srpnu 2020 u něj byla potvrzena nákaza nemocí covid-19. Zemřel 9. září 2023 ve věku 95 let.